# Leopold Stanisław Kronenberg
Pour les articles homonymes, voir Kronenberg.
Leopold Stanisław Kronenberg, né à Varsovie le 24 mars 1812 et mort à Nice le 5 avril 1878, est un industriel et banquier, activiste économique et politique polonais d’origine juive converti au calvinisme. Il est l’un des acteurs les plus éminents de la vie économique des terres polonaises au XIXe siècle. Il est à l’initiative d’investissements aussi nombreux que diversifiés, de la banque aux houillères et à l’industrie lourde, en passant par le textile, l’industrie sucrière ou encore le monopole du tabac. Il est surtout le principal financier des lignes ferroviaires polonaises, en particulier la ligne Varsovie-Vienne

## Biographie
De 1839 à 1860, ayant obtenu la concession du monopole du tabac dans le royaume de Pologne (royaume du Congrès), il amasse une fortune considérable dont il se sert pour développer l'économie du pays : industrie sucrière, construction de voies ferrées, activités commerciales et bancaires.
En 1859, Leopold Kronenberg fait son entrée dans le monde de la presse en rachetant le journal Gazeta Codzienna.
Il s'investit également dans la question de la réforme agraire du Royaume en participant aux travaux de la Société agricole créée par le comte Andrzej Zamoyski en 1858. Il appartient à la faction modérée des Blancs et défend la cause du progrès moderne et un compromis avec les Russes. Cependant, au moment de l'insurrection de Janvier 1863 contre les Russes, Kronenberg soutient financièrement le soulèvement. 
En 1870, Leopold Kronenberg fonde la Banque commerciale de Varsovie (BHW) qui opère jusqu'à aujourd'hui sous la marque Citi Handlowy (en), alors que la Fondation Kronenberg auprès de la banque soutient des activités d'intérêt public dans le domaine de l'éducation et du développement local.
En 1875, Kronenberg crée l’École du commerce de Varsovie.
Au cimetière de Nice, sur la tombe de sa sœur Maria épouse de Leon Władysław de Lenval (Loewenstein), fondateur de la Fondation Lenval, figure une épitaphe en polonais : « Ici reposent Maria Helena de Kronenberg et Leon Władysław Baron de Lenval ». C’est grâce au frère de madame Lenval, Leopold Kronenberg, que la banque Crédit lyonnais a pu entrer sur le marché du royaume de Pologne[réf. nécessaire].